# Circonscription de Maychew
La circonscription de Maychew est une des 38 circonscriptions législatives de l'État fédéré du Tigré, elle se situe dans la Zone sud. Son représentant actuel est Adhana Hayle Adhana.